# أندورا واليورو

الدول الأعضاء في الاتحاد الأوروبي

  في منطقة اليورو
  ضمن ERM II، دون استثناء (بلغاريا)
  ضمن ERM II، بموجب استثناء (الدنمارك)
  ليست ضمن ERM II،لكن ستنضم عند تحقيق معايير التحول إلى اليورو (جمهورية التشيك ‏، المجر ‏، بولندا ‏، رومانيا ‏، والسويد ‏)

دول ليست أعضاء في الاتحاد الأوربي

  تستخدم اليورو وفق اتفاقية (أندورا، موناكو، سان مارينو، الفاتيكان وأندورا)
  تستخدام اليورو من جانب واحد (كوسوفو والجبل الأسود)

لدى أندورا اتفاقية نقدية مع الاتحاد الأوروبي تسمح لها بجعل اليورو عملتها الرسمية، وتسمح لها بإصدار عملات اليورو اعتبارًا من 1 يوليو 2013.  وخططت لإصدار عملاتها المعدنية الأولى بحلول مارس أو أبريل 2014.  في 23 ديسمبر 2014، تم تسليم العملات المعدنية للعملاء الذين قاموا بالحجز المسبق في مبنى الإدارة الحكومية، وبدأ التداول الفعلي في 15 يناير 2015. 

## خلفية
لم يكن لدى أندورا عملة رسمية قبل اعتماد اليورو، وعلى عكس جارتيها الأكبر، فرنسا وإسبانيا، اللتين تحيطان بها، فهي ليست عضوًا في الاتحاد الأوروبي.
في القرن العشرين، تم استخدام وقبول كل من الفرنك الفرنسي والبيزيتا الإسبانية في أندورا، ولكن البيزيتا كانت أكثر انتشارًا  حيث كانت الميزانيات الحكومية والرواتب والودائع المصرفية في الغالب بالبيزيتا. وعندما تم استبدال هاتين العملتين باليورو بين عامي 1999 و2002، أصبح اليورو العملة الوحيدة في أندورا.
وعلى النقيض من الدول الأوروبية الثلاث الأخرى خارج الاتحاد الأوروبي، وهي موناكو وسان مارينو ومدينة الفاتيكان، والتي تبنت اليورو عندما تم تقديمه، لم تبرم أندورا اتفاقية نقدية مع الاتحاد الأوروبي بل استخدمتها من جانب واحد. وقد منحت هذه الاتفاقيات الدول الثلاث الصغيرة الحق في إصدار عملات اليورو الخاصة بها، والتي تحمل تصميمًا مشتركًا على أحد الجانبين، وجانبًا وطنيًا محددًا على الجانب الآخر. وكما هو الحال مع العملات المعدنية التي يتم سكها في دول منطقة اليورو الأخرى، فإن العملات المعدنية الصغيرة صالحة في جميع أنحاء منطقة اليورو؛ ولكنها لا تكتسب تمثيلاً في الهيئات الحاكمة لليورو، والبنك المركزي الأوروبي ومجموعة اليورو. في عام 2003، طلبت أندورا من الاتحاد الأوروبي إبرام اتفاقية نقدية معها تمنحها الحق في سك عملاتها المعدنية الخاصة.

## اتفاقيات العملة
في عام 2004، اعتمد مجلس الاتحاد الأوروبي موقفه التفاوضي مع أندورا. وفي أعقاب موافقة أندورا على الالتزام بتوجيه المجلس 2003/48/EC بشأن فرض الضرائب على دخل المدخرات في شكل مدفوعات الفائدة، أوصت المفوضية بفتح المفاوضات.  وكان من المتوقع أن تنتهي المفاوضات بحلول عام 2008، ولكنها توقفت مراراً وتكراراً بسبب العلاقات السيئة الناجمة عن وضع أندورا كملاذ ضريبي. وفي نهاية المطاف، تم الاتفاق على اتفاقية نقدية بين أندورا والاتحاد الأوروبي في فبراير 2011،  وتم توقيع الاتفاقية في 30 يونيو 2011.  بعد دخول الاتفاق حيز التنفيذ في 1 أبريل 2012،  أصبح اليورو العملة الرسمية لأندورا. كان من الممكن أن يُسمح لأندورا بإصدار ما يصل إلى 2.4 مليون قطعة نقدية يورو اعتبارًا من 1 يوليو 2013 فصاعدًا بشرط امتثالها لشروط الاتفاقية.  
في أكتوبر 2012، صرح جوردي سينكا، وزير مالية أندورا، أن الأول من يناير 2014 هو التاريخ الأكثر احتمالاً لبدء إصدار اليورو بسبب التأخير في اعتماد التشريع المطلوب بموجب الاتفاقية النقدية.  في فبراير 2013، أكد مدير دار سك العملة في أندورا جوردي بويغديماسا أن أندورا لن تبدأ في إصدار اليورو حتى 1 يناير 2014.   ومع ذلك، لم يوافق الاتحاد الأوروبي على سك العملات المعدنية حتى ديسمبر 2013، وبالتالي تأخر إصدارها.  أعرب وزير الثقافة ستيفن ألبرت عن تفاؤله بأن العملات المعدنية سوف تكون متاحة للتداول بحلول مارس أو أبريل 2014.  وبحلول شهر مايو، ومع عدم صدور أي عملة يورو بعد، قالت شركة سينكا إن إصدار هذه العملات تأخر مرة أخرى، ولكنها ستكون متاحة للتداول بحلول نهاية عام 2014. استشهد بالتعقيدات الناجمة عن تقسيم سك العملات المعدنية بين دور سك العملات الفرنسية والإسبانية، والجهود المبذولة لضمان وصول العملات المعدنية إلى التداول، بدلاً من وصولها إلى هواة جمع العملات، بسبب التأخير.  تم سك العملة النقدية لعام 2014 المقدمة في 23 ديسمبر 2014 بالكامل في إسبانيا. وبدلاً من ذلك، حصلت فرنسا على حق سك العملة في عام 2015. بدأ التداول الفعلي في 15 يناير 2015. 

## التصميم
تم إطلاق مسابقة تصميم للجانب الوطني من عملات اليورو في 19 مارس 2013، مع الموعد النهائي في 16 أبريل.   تم الإعلان عن التصميمات الفائزة في 16 مايو، وتصور شمواة البيرينيه على قطع سنت يورو 1 و2 و5، وكنيسة سانتا كولوما وتصوير للسيد المسيح من كنيسة سانت مارتي دي لا كورتينادا على قطع سنت يورو 10 و20 و50، وكاسا دي لا فال على قطعة اليورو الواحد. كانت الحكومة قد قررت في وقت سابق أن يظهر شعار النبالة لأندورا على قطعة اليورو الواحدة.  تمت الموافقة النهائية على العملات المعدنية في أواخر شهر يونيو، وفي هذه المرحلة تم إرسالها إلى الاتحاد الأوروبي للحصول على موافقته.  في أغسطس، أكد متحدث باسم شركة سينكا أن تصميم القطع النقدية من فئة 10 و20 و50 سنت يورو قد تم تعديله لإزالة صورة المسيح بسبب اعتراضات من المفوضية الأوروبية على أساس الحياد الديني.  

## كميات النقود المتداولة
| القيمة | €0.01     | €0.02     | €0.05     | €0.10     | €0.20     | €0.50   | €1.00     | €2.00   | €2.00CC |
| --- | --------- | --------- | --------- | --------- | --------- | ------- | --------- | ------- | ------- |
| 2014 | 60,000    | 60,000    | 860,000   | 860,000   | 860,000   | 340,000 | 511,843   | 360,000 | *       |
| 2015 | *         | *         | *         | *         | *         | *       | *         | 200,000 | *       |
| 2016 | *         | *         | *         | *         | *         | *       | 2,339,200 | *       | *       |
| 2017 | 2,582,395 | 1,515,000 | 2,191,421 | 1,103,000 | 1,213,000 | 968,800 | *         | 794,588 | *       |
| 2018 | 3,430,000 | 2,550,000 | 1,800,000 | 980,000   | 1,014,000 | 890,000 | *         | 868,000 | *       |
| 2019 | ***       | ***       | ***       | ***       | ****      | ***     | ***       | ***     | *       |
| * كميات صغيرة تم سكها لمجموعات فقط ** لم يتم سك أي عملات معدنية في ذلك العام لهذه الفئة *** البيانات غير متوفرة بعد CC عملات تذكارية |           |           |           |           |           |         |           |         |         |

### بلد السك
السنوات الزوجية: اسبانيا
السنوات الفردية: فرنسا

## روابط خارجية
- البنك المركزي الأوروبي – أندورا